# Manfred Franke
Curt Manfred Franke (* 23. April 1930 in Haan, Rheinland; † 4. Juli 2020 in Marburg) war ein deutscher Schriftsteller.

## Leben
Manfred Franke war der Sohn eines Postbeamten aus Hilden, wo er auch seine Kindheit und Jugend verbrachte und von 1936 bis 1951 die Volksschule sowie das Helmholtz-Gymnasium besuchte. Nach der Reifeprüfung studierte er ab 1951 Germanistik, 
neuere Geschichte, Philosophie und Volkskunde an den Universitäten in Marburg und Frankfurt am Main. 1957 promovierte er mit einer Arbeit über den „Schinderhannes“ in Frankfurt am Main zum Doktor der Philosophie. Anschließend war er als Volontär und später als fester Mitarbeiter für den Süddeutschen Rundfunk in Stuttgart tätig. 1963 wechselte er zum Deutschlandfunk in Köln, wo er ab 1969 die Redaktion Wissenschaft und Bildung und ab 1978 die Redaktion Sonderprogramme leitete.
Manfred Franke verfasste erzählende Prosa, Rundfunkfeatures und Hörspiele. Sein Buch Bis der Feind kommt verarbeitet die Geschehnisse unmittelbar vor und nach dem Ende des Zweiten Weltkriegs in Frankes Heimatort Hilden; Mordverläufe ist eine dokumentarische Collage über die 
Pogromnacht vom 9./10. November 1938 in Hilden, wo sie gemessen an der Einwohnerzahl die höchsten Opfer forderte.
Manfred Franke war Mitglied des PEN-Zentrums Deutschland. 1962 erhielt er den Feature-Preis von Radio Bremen.
In seinen letzten Lebensjahren lebte Manfred Franke in Marburg, wo er 90-jährig am 4. Juli 2020 verstarb. Beigesetzt wurde er auf dem Hauptfriedhof in Hilden.

## Werke
- Der Schinderhannes in der deutschen Volksüberlieferung, Frankfurt/Main 1958 (unter dem Namen Curt-Manfred Franke)
- Ein Leben auf Probe, Stuttgart 1967
- Bis der Feind kommt, Stuttgart 1970
- Mordverläufe. 9./10.XI. 1938. Ein Protokoll von der Angst, von Mißhandlung und Tod, vom Auffinden der Spuren und deren Wiederentdeckung, Darmstadt [u. a.] 1973
- Albert Leo Schlageter. Der erste Soldat des 3. Reiches. Die Entmythologisierung eines Helden Prometh, Köln 1980, ISBN 3-922009-38-7
- Schinderhannes. Das kurze, wilde Leben des Johannes Bückler, neu erzählt nach alten Protokollen, Briefen und Zeitungsberichten, Düsseldorf 1984
- Das Rheingold. Die Selbsterfindung des Erfinders Heinrich Hermann Kurschildgen, in: Hildener Jahrbuch 1993 NF Bd. 9, S. 37–84
- Leben und Roman der Elisabeth von Ardenne, Fontanes „Effi Briest“, Düsseldorf 1994, ISBN 3-7700-1024-8
- Jenseits der Wälder, Der Schriftsteller Ernst Wiechert als politischer Redner und Autor, Köln 2003
- Grimm ohne Glocken. Ambivalenzen im politischen Denken und Handeln des Schriftstellers Hans Grimm, Köln 2009
- Unterwegs zum neuen Lebenslauf - Eine Wiederholung, shverlag Köln 2011, ISBN 978-3-89498-264-5
- Nachruf auf einen Lehrkörper, Köln 1984 u. 2010 - Hildener Jahrbuch 2012

## Herausgeberschaft
- Straßen und Plätze, Gütersloh 1967
- Erlebte Zeit, Stuttgart 1968
- Schinderhannes, Berlin 1977
- 47 und elf Gedichte über Köln, Köln 1980